# سد تانکنگ
سد تانکنگ (به لاتین: Tankeng Dam) یک نیروگاه برقابی و سد خاکی در چین است که در چینگ‌تیان واقع شده‌است.